# Jacksonia vernicosa
Jacksonia vernicosa är en ärtväxtart som beskrevs av George Bentham. Jacksonia vernicosa ingår i släktet Jacksonia och familjen ärtväxter. Inga underarter finns listade i Catalogue of Life.